# ماكس هارون
ماكس هارون (بالإنجليزية: Max Aaron)‏ هو متزلج فني أمريكي، ولد في 25 فبراير 1992 في سكوتسديل في الولايات المتحدة.

## وصلات خارجية
- ماكس هارون على موقع الاتحاد الدولي للتزلج (الإنجليزية)